# Devon Witherspoon
Pour les articles homonymes, voir Witherspoon.
 (octobre 2023).
Si vous disposez d'ouvrages ou d'articles de référence ou si vous connaissez des sites web de qualité traitant du thème abordé ici, merci de compléter l'article en donnant les références utiles à sa vérifiabilité et en les liant à la section « Notes et références ».
(en) Statistiques sur pro-football-reference
Devon Marquis Witherspoon, né le 11 décembre 2000 à Pensacola en Floride, est un joueur américain de football américain. Il joue pour les Seahawks de Seattle de la National Football League (NFL). Witherspoon évolue au poste de cornerback.
Witherspoon fait sa carrière universitaire dans l'équipe du Fighting Illini de l'Illinois, où il est nommé arrière défensif de l'année 2022 (Tatum-Woodson Defensive Back of the Year (en)). Witherspoon est choisi par les Seahawks au cinquième rang de la draft 2023 de la NFL.

## Biographie

### Parcours au lycée
Devon Witherspoon joue pour le lycée Pine Forest à Pensacola, en Floride. Il pratique d'abord le basket-ball et ne commence la football américain qu'à partir de sa première année de lycée. En tant que senior en 2018, il est joueur défensif de l'année par le Pensacola News Journal (en) après avoir enregistré 74 plaquages, sept interceptions et deux touchdowns. Il s'engage avec l'université de l'Illinois à Urbana-Champaign pour jouer au football américain au niveau universitaire.

### Carrière universitaire
Witherspoon est le seul freshman (joueur de première année) à débuter en défense pour les Fighting Illini de l'Illinois en 2019. Il participe à tous les matchs, réalisant 33 plaquages. En 2020, en deuxième année, il enregistre 33 plaquages et deux interceptions.
Il joue et commence 10 matchs lors de sa troisième année, en 2021, terminant avec 52 plaquages et un sack. Witherspoon reste avec les Fighting Illini pour sa dernière année, en 2022, et commence l'année en tant que leader de la Big Ten Conference pour les passes défendues.
Joueur extrêmement sûr de lui, Witherspoon est considéré comme le meilleur en trash-talking de l'équipe des Fighting Illini pendant sa scolarité.
Au cours de sa dernière année d'études, Witherspoon est l'un des douze finalistes pour le Jim Thorpe Award, décerné au meilleur défenseur du pays. Il est élu Tatum-Woodson Defensive Back of the Year (en), un prix décerné au meilleur défenseur de la Big Ten Conference, et est nommé All-America à la fin de la saison.

### Carrière professionnelle
Witherspoon est sélectionné par les Seahawks de Seattle au cinquième rang de la draft 2023 de la NFL. Les Seahawks ont obtenu ce choix de draft dans le cadre de la transaction qui a envoyé Russell Wilson aux Broncos de Denver lors de l'intersaison précédente. Lors de la quatrième semaine de la saison 2023 de la NFL, Witherspoon réalise sa première interception en carrière sur le quarterback Daniel Jones des Giants de New York. Il transforme cette interception en pick-six, en le retournant sur 97 yards pour un touchdown. Il s'agit du deuxième pick-six le plus long de l'histoire de l'équipe, le plus long étant de 98 yards, par Bobby Wagner contre les 49ers de San Francisco lors de la 13e semaine de la saison 2018. Witherspoon devient le troisième rookie de l'histoire de la NFL à enregistrer plus de 2 sacks et un pick-six en un seul match. Pour cette performance, Witherspoon est Defensive Player of the Week (Joueur défensif de la semaine) de la National Football Conference.